# Kojot (mitologia)

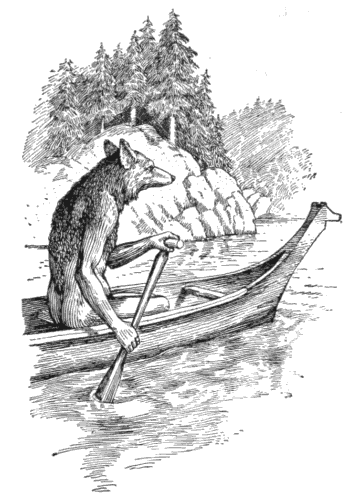
Kojot w canoe

Kojot jest mityczną postacią, często pojawiającą się w wierzeniach wielu rdzennych plemion Ameryki Północnej. Nazwę i niektóre cechy wyglądu zewnętrznego zawdzięcza kojotowi (Canis latrans). Zazwyczaj przedstawiany jest jako antropomorficzny osobnik płci męskiej. Innymi słowy zachowuje się jak człowiek np. chodzi na dwóch nogach, lecz równocześnie posiada wiele zewnętrznych cech zwierzęcych: futro, szpiczaste uszy, żółte oczy, ogon i pazury. Wygląd Kojota, przymioty jego charakteru, a także dokonania zmieniają się w zależności od kultury, w której ta postać występuje.
Kojot dzieli wiele wspólnych cech z pojawiającym się w wierzeniach Krukiem, bądź Wroną.

## Znaczenie słowa
Samo słowo „kojot” stanowiące nazwę zwierzęcia z rodziny psowatych pochodzi z języka nahuatl. Do Europy przywędrowało dzięki Hiszpanom. Jednak wśród rdzennych Amerykanów ów wyraz ma przynajmniej jeszcze jedno znaczenie - jest nazwą jednej z najpopularniejszych postaci pojawiającej się w indiańskiej mitologii.

## Podobieństwa
Kojot jest często porównywany do skandynawskiego boga Lokiego oraz greckiego tytana Prometeusza. Kojot podobnie jak Prometeusz ukradł bogom ogień, a następnie ofiarował go ludziom w prezencie. Często stawiany jest obok zachodnioafrykańskiego boga Anansi. W podaniach azjatyckich i europejskich charakterystyczne dla Kojota cechy jak przewrotna natura, podstępność, przebiegłość oraz naigrawanie się z innych łączy w sobie lis.
Zachowanie indiańskiego bóstwa pozwala na wpisanie go w dobrze poznany schemat trickstera.

## W kulturze

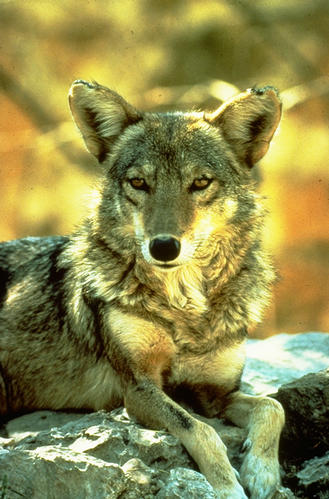
Kojot (Canis latrans), zwierzę będące inspiracją dla mitów.

Ameryka została podzielona przez etnografów na wiele regionów, które swoim obszarem obejmują różne grupy rdzennych mieszkańców zbliżone pod względem kulturowym. Postać Kojota pojawia się w wierzeniach wielu plemion zlokalizowanych w następujących regionach kulturowych:

### Kalifornia
Stan Kalifornia obejmuje swoim zasięgiem tereny zamieszkiwane przez dzielące ze sobą wiele cech wspólnych mniejsze plemiona indiańskie. Kojot jest nieodłącznym elementem mitologii plemion: Karuk, Tongwa z południowej Kalifornii, Ohlone, Miwoków i Pomo (wszystkie trzy zamieszkujące obszary północnej Kalifornii).
Dobrym przykładem przybliżającym nieco naturę Kojota jest podanie Indian z plemienia Maidu osiedlających się w północnej Kalifornii.
Bóg lepił z gliny różne stworzenia powołując je tym samym do życia. Zuchwały Kojot próbował robić to samo, lecz nie mógł powstrzymać się od śmiechu. Wszystkie jego wysiłki spełzały więc na niczym. Bóg powiedział Kojotowi, że gdyby przestał się śmiać, poradziłby sobie znacznie lepiej. Kojot odpowiedział, że wcale się nie śmieje. W ten sposób stworzył kłamstwo.

### Wielkie Równiny
Kojot stanowi kulturalne dziedzictwo Indian należących do następujących plemion: Winebagów, Menominów oraz Wron.

### Płaskowyż
Historie o Kojocie pojawiają się także w kulturze Czinuków oraz innych blisko spokrewnionych z nimi plemion. Pozostałe grupy Indian zamieszkujących rejony Płaskowyżu, u których można natknąć się na mity o Kojocie to między innymi:  Saliszowie, Nez Percé i Jakimowie.

### Południowy zachód
Kojot pojawia się w tradycji ludzi z plemienia Tohono O’odham zamieszkujących teren Arizony oraz w podaniach rdzennych mieszkańców Meksyku - Zapoteków.